# Nancy Mangabeira Unger
Nancy Mangabeira Unger (Rio de Janeiro, 27 de agosto de 1948) é uma filósofa e professora universitária brasileira-estadunidense.

## Biografia
Nascida em 27 de agosto de 1948 na cidade de Rio de Janeiro, capital do então estado da Guanabara, era filha de Arthur John Unger e Edyla Mangabeira Unger e neta de Otávio Mangabeira, ex-ministro de estado e ex-governador da Bahia, além de irmã do jurista brasileiro Roberto Mangabeira Unger, que lecionou direito na Universidade Harvard e foi ministro de Assuntos Estratégicos durante o primeiro Governo Lula. Durante sua juventude, residiu entre o Brasil e os Estados Unidos.
Em 1967 ingressou na Faculdade de Filosofia da Universidade Federal do Rio de Janeiro (UFRJ). Por lá, acabou se envolvendo com o movimento estudantil, vindo a ser vice-presidente do Diretório Acadêmico da Faculdade. Foi neste mesmo período que ela começou a se envolver com o Partido Comunista Brasileiro Revolucionário (PCBR). Em 1969, prestes a concluir o seu curso de filosofia, Nancy Mangabeira Unger foi expulsa, por seu alinhamento político, do Instituto de Filosofia e Ciências Sociais, Unidade Acadêmica que sucedeu a Faculdade de Filosofia na UFRJ com a Reforma Universitária imposta pela Ditadura, e teve cassado seu direito de se matricular em outras instituições.

## Perseguição política
A Ditadura Militar de 1964 afetou a trajetória de Nancy Unger. Expulsa da Universidade por seu envolvimento político em 1969, ela se envolveu ainda mais com o PCBR, vindo a participar de uma célula da organização situada em Pernambuco, quando foi presa em 16 de julho de 1970, após ser baleada por tiro de fuzil-espingarda que perfurou órgãos internos, além de ter decepado o seu polegar.
Em virtude dos ferimentos, ela foi levada para o Hospital Geral da Restauração, em Recife, onde passou mais de um mês internada, período em que foi vítima de torturas psicológicas praticadas pelos agentes da repressão que a interrogaram e a ameaçaram de tortura física. Após deixar o hospital, foi encaminhada para uma cela na Quartel da Polícia Militar de Pernambuco, depois foi transferida para a Colônia Penal do Bom Pastor até ser encaminhada para o Departamento de Ordem Política e Social (DOPS), onde permaneceu presa até ser um dos 70 presos políticos que foram soltos em troca da libertação de Giovanni Enrico Bucher, embaixador da Suíça no Brasil que havia sido sequestrado por grupos que lutavam contra a Ditadura Militar.

### Exílio e vida acadêmica no exterior
Unger sofreu pena de banimento pelo Governo Ditatorial, tendo que deixar o Brasil em 14 de janeiro de 1971. Durante seu exílio político, em razão dos tratamentos médicos precários que recebeu enquanto esteve na condição de presa política no Brasil, precisou ser internada e passar por tratamentos em clínicas e hospitais.
Ela retorna ao Brasil somente em 28 de agosto de 1979, após a promulgação da Lei de Anistia, a qual permitiu a restituição de todos os seus direitos, incluindo o reconhecimento de sua graduação em filosofia pela UFRJ.
Em 1977, ingressou na Université Paris Diderot onde prosseguiu os seus estudos interrompidos pela Ditadura Militar, chegando a obter, em 1978, o título de Maitrise D'ethnologie (Mestra em Etnologia) por sua tese histórico-etnológica sobre o processo de resistência colonial em Moçambique denominada de "1897-1897 Au Sud Mozambique: La Résistance Africaine et l'Implantation de la Domination Coloniale Europeène", tendo sido orientada pelo Prof. Jean-Pierre Olivier de Sardan.
No ano seguinte a conclusão de seu primeiro mestrado, ela ingressa em um segundo na École des Hautes Études en Sciences Sociales. Lá passa a pesquisar História Comparada das Sociedades Contemporâneas sob orientação do Prof. Marc Ferro. Em 1979 ela defende sua tese "La gauche revolucionaire bresilienne 1967-1973: representations et mecanismes ideologiques", e obtém seu segundo título de mestrado. Em sequência, regressa ao Brasil.

## Vida acadêmica após retorno ao Brasil
Em 1983, Unger ingressa como pesquisadora no Centro João XXIII de Investigação e Ação Social, onde permaneceu durante toda a década de 1980 e os primeiros anos da década de 1990 até, em 1993, tornar-se professora do Instituto Superior de Estudos da Religião (ISER). Neste mesmo ano, ela é aprovada, através de concurso público, de lecionar na Faculdade de Filosofia e Ciências Humanas da Universidade Federal da Bahia (FFCH-UFBA). Lá, passa a atuar no Departamento de Filosofia, onde ministrou aulas de História da Filosofia Antiga, História da Filosofia Medieval e de Introdução à Filosofia.
Em 1989, afastada da docência na UFBA, ela ingressa na Universidade Estadual de Campinas (UNICAMP) para obtenção do título de doutora. Lá, sob orientação do Prof. Rubem Alves, ela desenvolveu a tese "Cosmos e Polis: Fundamentos Filosóficos do pensamento ecológico" e a defendeu em 1998.

## Pensamento
O pensamento de Nancy Mangabeira Unger tem oferecido uma contribuição para a filosofia, especialmente no âmbito da ética ambiental. Unger critica o modelo vigente na sociedade contemporânea que orienta o modo como o ser humano vem se relacionando com a natureza, o qual não teria superado a razão instrumental, segundo a qual ser humano seria posto como um instrumento, ou seja, como um meio visando obter determinado fim, postura que acabar por reduzir a Natureza na mesma condição.
Unger defende uma ética ambiental holística e não hierarquizada, sustentando que o pensamento ecológico promoveria uma reaproximação das dimensões do social e do espiritual, em que todos os seres vivos, na condição de detentores de um mesmo valor intrínseco, mereceriam igual respeito.

## Obras
- O Encantamento do Humano: Ecologia e Espiritualidade. São Paulo: Loyola, 1991.[4][6][8]
- Fundamentos Filosóficos do Pensamento Ecológico. São Paulo: Loyola, 1992.[4]
- Da foz à nascente: o recado do rio. São Paulo/Campinas: Cortez/ UNICAMP, 2001.[7]

## Representação na cultura
Nancy Mangabeira Unger foi uma das pessoas entrevistadas pelo documentário estadunidense Brazil: A Report on Torture produzido em 1971 e dirigido por Haskell Wexler, em que ela relatou o que presenciou o tratamento dado pelo Governo Militar aos presos políticos.